# Turbo B
Durron Maurice Butler (Pittsburgh, 30 april 1967), bekend onder zijn artiestennaam Turbo B, is een Amerikaanse muzikant, rapper en beatboxer. Butler werd vooral bekend als frontman van de muziekgroep Snap!.

## Carrière
Durron Butler was in zijn diensttijd gestationeerd voor het Amerikaanse leger in Duitsland. Na het voltooien van zijn dienst toerde hij met The Fat Boys. Hij werd ontdekt door het producers-duo van de muziekgroep Snap!, en er volgde een samenwerking. Hij zong en rapte op de albums World Power en The Madman's Return. Deze albums leverden de hitsingles "The Power" en "Rhythm Is a Dancer" op.
In 1993 startte Butler een solocarrière met het debuutalbum Make Way For The Maniac. Hij richtte daarnaast ook de groep Centory op.
In 2000 was een kortdurende comeback bij Snap!. De single "Gimme a Thrill" werd uitgebracht, maar kwam niet in de hitlijsten terecht. Als gevolg hiervan werd het geplande album One Day on Earth geschrapt.
Nieuw solomateriaal werd uitgebracht in 2005 met zijn single "New Day". Turbo B treedt nog op met zijn muziek. Hij was gastartiest naast MC Hammer en Vanilla Ice tijdens de Back 2 Cool-toer in 2009.

## Discografie

### Met Snap!

#### Studioalbums
- World Power (1990)
- The Madman's Return (1992)

#### Singles
| Titel                   | Jaar | Hoogste plek in de Nederlandse hitlijsten |
| ----------------------- | ---- | ----------------------------------------- |
| "The Power"             | 1990 | 1                                         |
| "Ooops Up"              | 1990 | 2                                         |
| "Mary Had a Little Boy" | 1990 | 3                                         |
| "Rhythm Is a Dancer"    | 1991 | 1                                         |
| "We be hot"             | 2011 | 9                                         |

### Solo
- Make Way For The Maniac (1993)

### Met Centory
- Alpha Centory (1994)